# حمامات طبريا

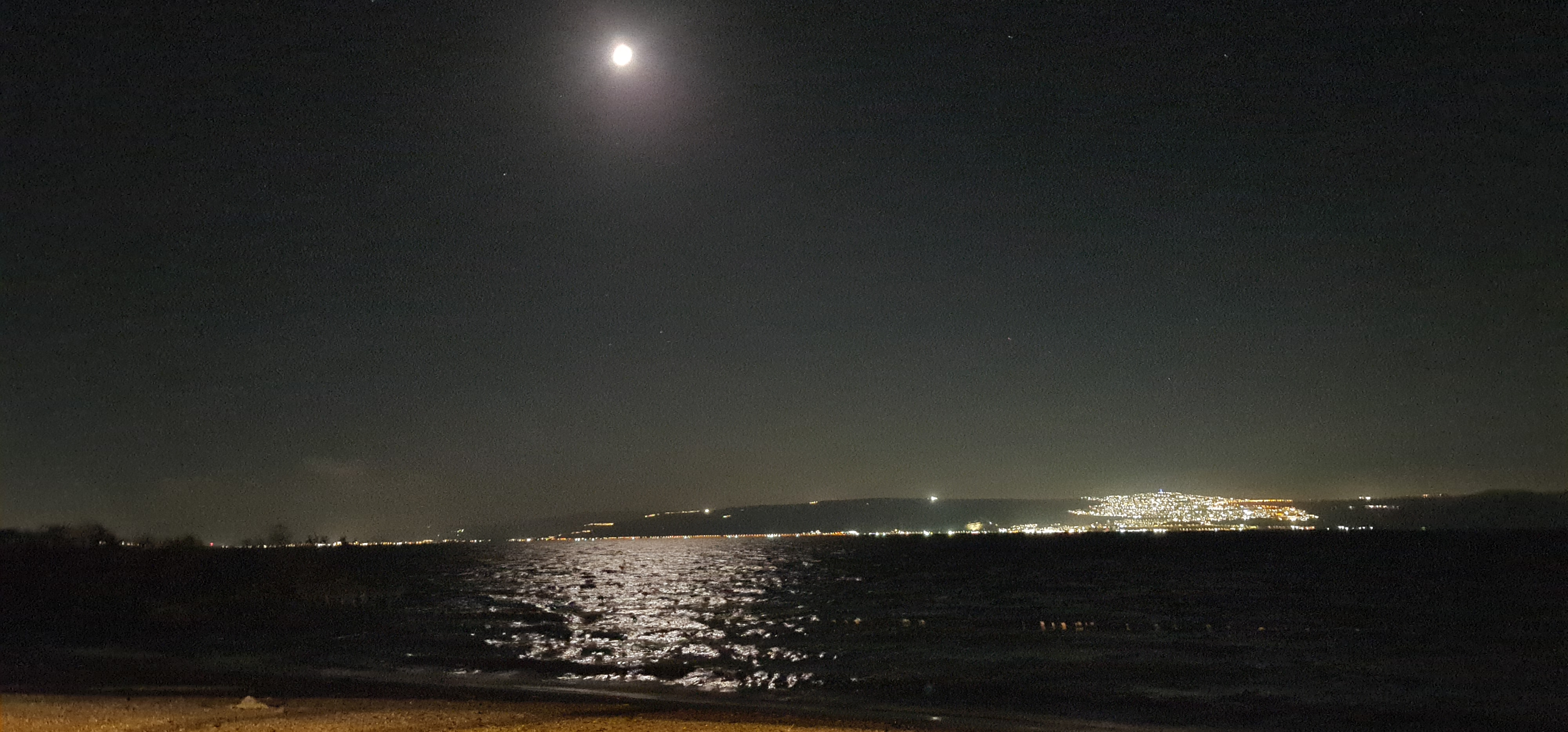
مدينة طبريا في الليل

طبريا إحدى المدن القديمة في فلسطين تشتهر في تراثها وآثارها القديمة وكشفت تنقيبات أثرية عن آثار وموجودات من العصور الإسلامية في مدينة طبريا داخل أراضي 48 اعتبرت مهمة لفهم تاريخ المدينة في فلسطين التاريخية خاصة في عصرها الذهبي في العهدين العباسي والفاطمي.

## تعدّ الحمامات إحدى آثار طبريا وأشهرها.
"رغم الزّلازل والكوارث العديدة الّتي حلّت بالمدينة، بقيت طبريا مأهولة بالسّكان ومروراً على العديد من الحقب التّاريخيّة الّتي تلت تأسيسها حتى اليوم. وذلك لوفرة المياه المعدنيّة بها وخصوبة تربتها واستواء الأرض الّتي بنيت عليها. ممّا يسهّل العيش والتواجد فيها، بالإضافة إلى جمال الطّبيعة الّتي تحيط بها وهدوئها، ومياه ينابيعها السّاخنة الّتي استخدمت قديمًا للشفاء من الأمراض والتبرّك بها، وبقيت مزارًا للاستجمام حتّى يومنا هذا".
تتواجد 17 من الينابيع للمياه الساخنة في موقع حمامات طبريا تخرج من باطن الأرض بدرجة حرارة 60 درجة مئوية.
عرّفتها صحيفة المنتدى عدد 3 أيار 1946 بأنها ينابيع مياه ساخنة قديمة وتاريخية بحيث تعتبر من المواقع التي تجذب اهتمام السياح لزيارة مدينة طبريا بسبب موقعها الاستراتيجي.  تتشكل غالبيّة زوارها من بلاد الشام. وهذا اقتباس مفصل من الصحيفة.
"ويظهر أنّ البحيرة كانت متصلة البحر الابيض بواسطة مرج بن عامر فقذف أحد البراكين التي كانت ملتهبة بحممه عليها فسد طريق الاتّصال بينها وبين البحر الأبيض. ومن الأدلة على ذلك وجود مواد بركانية في طبقات المرج السّفلي ومن الأدلة على أن حفرة البحيرة بركانيّة وجود الحمامات المعدنية في أطرافها وتكاثف طبقات البازالت في قصر البحيرة وتوالي الزلازل في أنحائها.
" أما الينابيع المعدنيّة فهي واقعة على مسافة تقرب من كيلومترين إلى جنوب المدينة وكانت معروفة بتأثير مياهها في شفاء بعض الأمراض الجلدية والعصبية من العهد الرّوماني.

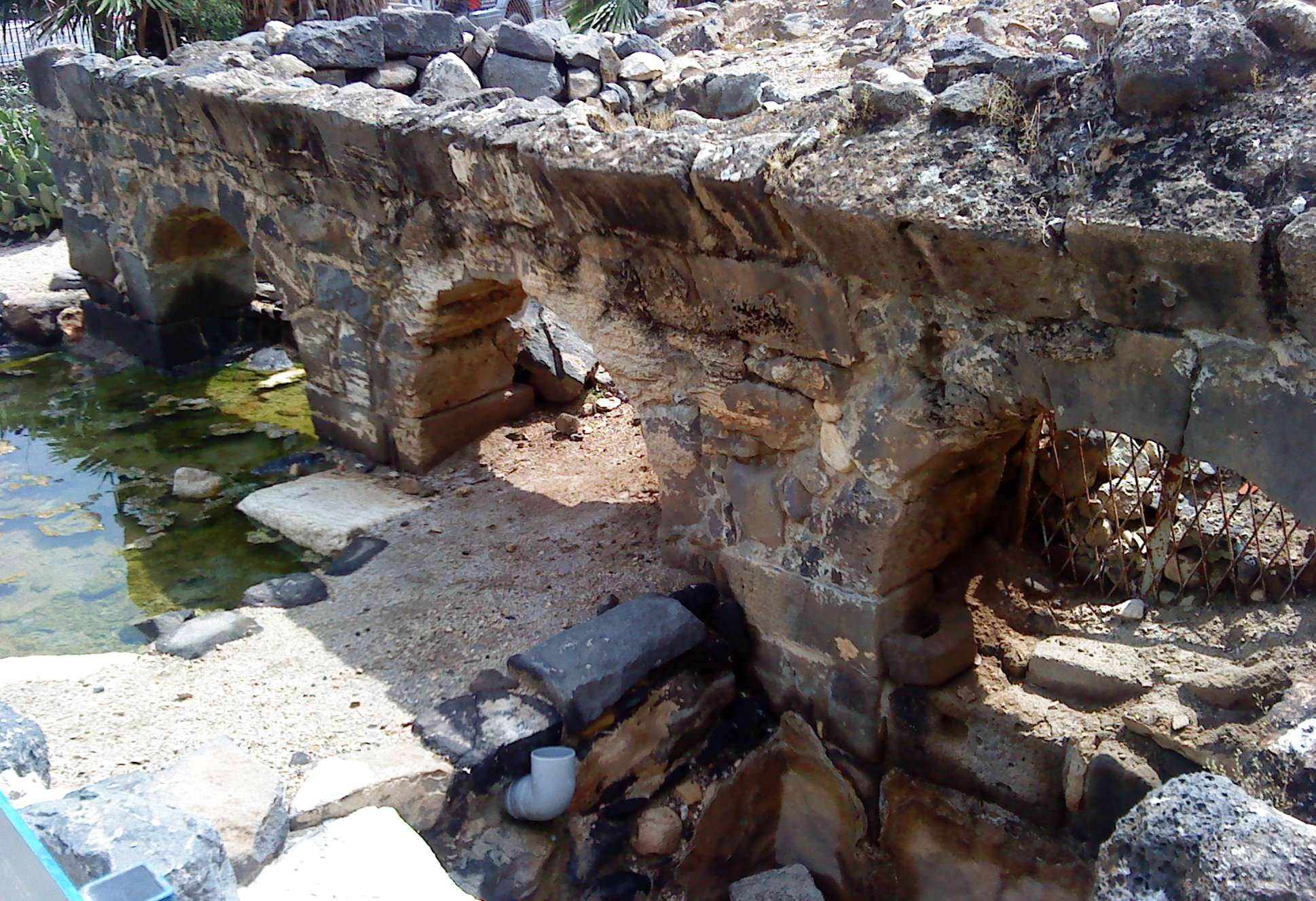
بقايا حمام روماني قديم

وقد أقام هيرودس حمامات حول الينابيع وبنى قصرًا في سفح الجبل خلفها وإلى الشمال من الحمامات بنى مدينة طبريا وجعلها عاصمة الجليل وأكثر فيها من المنازل الجميلة والهياكل. تغطي الينبوع الآن قبة يجري الماء من تحتها الى الحمامات.
وزادت الحكومة العثمانية في تلك الأبنية سنة 1890 ونالت بعض الشركات امتيازًا لإقامة أبنية عصرية وحدائق حول الحمامات ومن المبهج أن الحكومة العثمانية كانت قد قررت تخصيص قسم من واردات الحمامات يم لشؤون التعليم أن بناء مدرسة البنين في طبرية زي الطراز العربي قد أُقيم من الواردات المذكورة وإذا توافرت رؤوس الأموال تخصصها الشركات لبناء منازل وفنادق في طبريا، فإن هذه المدينة تصبح مشتى لا لأهل فلسطين التاريخية فحسب بل لسكان الشرق العربي كله فحين تكون قمم الجبال مكسوة بالثلج يتمتّع أهل طبريا بجو استوائي دافئ كأنهم في قارة أخرى"

## حمام سليمان

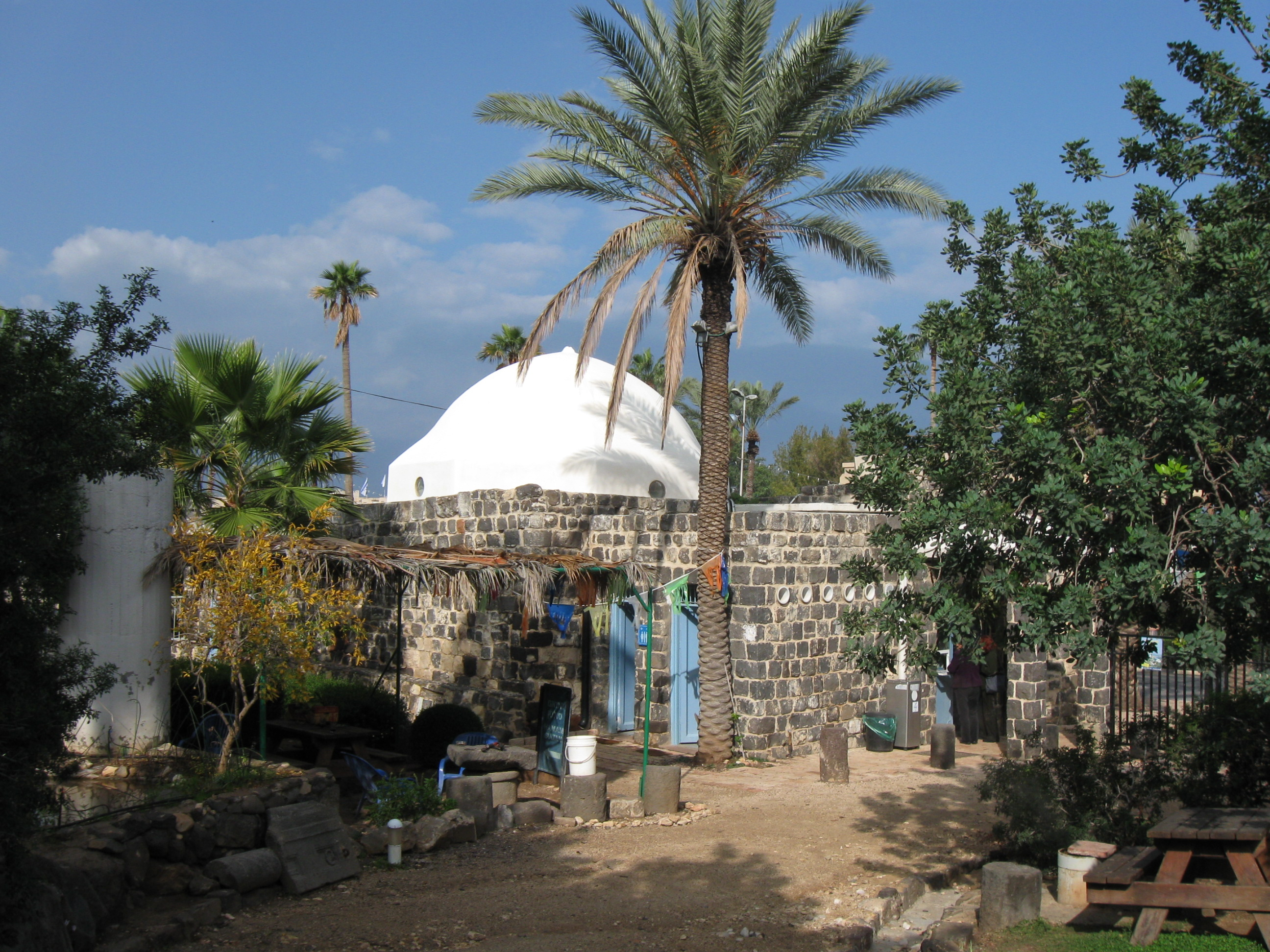
حمامات سليمان

الحمام القريب من الينابيع، حمام سليمان الذي بني عام 1780 تم بناءه من أحجار البازلت السوداء في عهد والي عكا أحمد باشا الجزار. سمي الحمام على اسم الملك سليمان – وفقًا للأسطورة الشعبية الشائعة والتي تحكي أن الملك سليمان أسكن مجموعة من الجن في باطن الأرض، لإشعال نار الأفران التي بناها هناك تحت قصر إحدى زوجاته الكُثُر لتسخين المياه. أغلقت الشياطين آذانهم بسبب ضجيج الأفران، ولم يسمعوا بموت الملك فعليًا وبهذا استمروا في العمل وإشعال الأفران حتى يومنا هذا.
نشط الحمام حتى سنوات ال-40 من  القرن ال-20. داخل الحمام ، تم إنشاء متحف صغير يعرض القطع والموجودات الأثرية الصغيرة التي تمّ اكتشافها في الموقع.

## روابط خارجية
أحد ينابيع الحمة في طبريا ينبع من جديد
طبريا المهجرة.. مدينة "الينابيع الحارة"
حِمّة طبريا – ينابيع مياه طبيعية ومعابد قديمة متعددة